# Гуњ
Гуњ је одевни предмет, хаљетак од вуне (сукна) или чоје, који су носили мушкарци, жене и деца. У неким крајевима термин гуњ се користио да означи ћебе или вунени покривач.

## Историја
Гуњ се користио још у средњем веку, а његово име је настало од средњовековне грчке и латинске речи gunna, што значи крзно или кожух. Почетком 14. века гуњ је представљао једноставни вунени покривач и огртач, временом је постао врста капута са дугим рукавима, да би се трансформисао у јелек и прслук без рукава. Гуњ су правили терзије и абаџије од сукна, чоје или шајака. Првобитно је био део свакодневне ношње, да би временом постао део свечаног традиционалног одела. Почетком 20. века се све ређе носи, јер тада у Србију продире модерна грађанска ношња, која је била јефтинија и доступнија.
У средњовековној Србији гуњ је био део обавезних давања Влаха и становника села на манастирским властелинствима. Тако је цар Душан наредио да се из села додељених Карејској ћелији у Светој гори, од сваке куће царства сваке године даје и десет гуњева. Гуњ су на просторима бивше Југославије носили Срби, Црногорци, Хрвати, Муслимани, Македонци и Словенци.
У другом издању Речника из 1852. године, Вука Стефановића Караџића, такође се помиње појам гуња, а описан је као одевни предмет у Србији: од црна сукна и понајвише с’ рукавима и дугачак до ниже кољена а има, особито по варошима, и краткијех гуњева до појаса; и има их без рукава и дугачкијех (као на пример у нахији Рудничкој) и краткијех (особито у Босни доље поред Дрине на женама и ђевојкама.

## Изглед и израда гуња
Гуњ се ретко производио у домаћој радиности, углавном је настајао у радионицама. Жене су припремале груби текстил- аба, од кога се гуњ израђивао. Углавном је то била тканина од вуне, али је могла бити и од козије длаке која се ткала на хоризонталном разбоју. После ткања се дорађивала помоћу воде у сеоским воденицама, ваљавицама, ступама да би се добила компактнија текстура. Поступак ступања комбиновао се ударцима тешким дрвеним маљем и водом. После ступања и сушења, тканина се бојила. Гуњеви су могли имати велелепне украсе и везове, украси на гуњевима рађени су пришивањем комадића сукна и чоје, а вез је извођен на основи вуненим или свиленим гајтаном. Гајтан се уплитао и потом слагао на одевни предмет. Неке занатлије су имале шегрта чији је једини задатак био да уплиће гајтан, што је гајтан био раскошнији то је значило да је наручилац био богатији али и да је занатлија био веома умешан. Украшавање гуња могло је да траје и по неколико месеци, у зависности колико су сами украси били захтевни за израду. Често су украси били у облику круга или ромба, или пак са хералдичким мотивима. Гуњ је могао бити украшен и иницијалима наручиоца, уколико би то била његова жеља.
Од сукна су се за сеоско становништво израђивали још и кабанице, хаљине, зубуни, јелеци, чакшире, капе, и прекривачи за коње.